# Dottore (Theater)

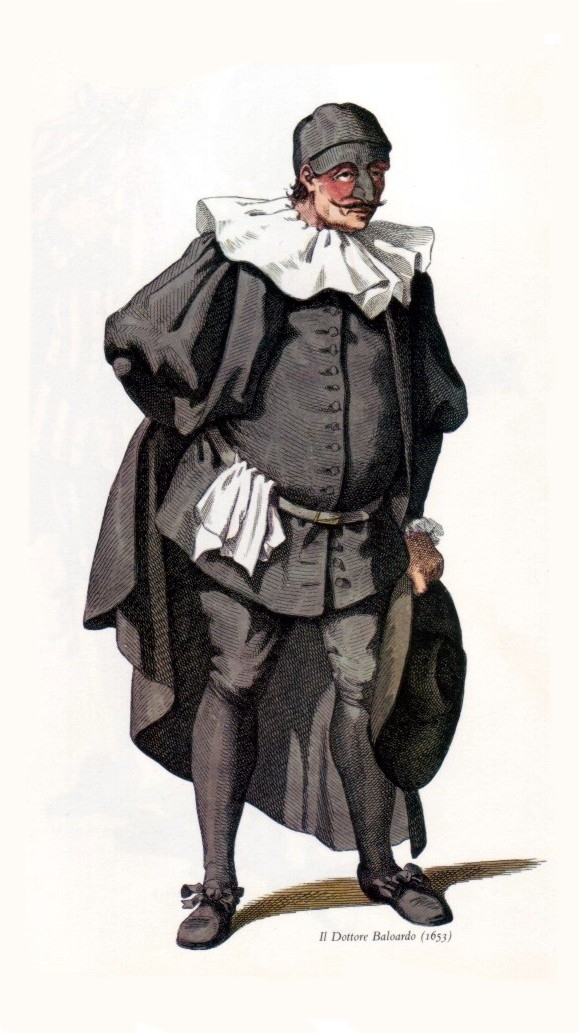
Dottore

Der Dottore (ital. „Doktor“, oft auch Dottore Gratiano oder Graziano, Balanzone, Scarpazon, Forbizone, Boloardo), ist eine Figur der Commedia dell’arte, die aus Bologna stammt. Er gehört wie Pantalone zu den „Alten“ (vecchi), die sich den Liebesangelegenheiten der jüngeren Generation (der amorosi bzw. innamorati) und den Dienern (Zanni) entgegenstellen.

## Charakteristik
Der Dottore hat an der Universität Bologna oder der Universität Padua studiert, den renommiertesten Universitäten zur Zeit der Renaissance, und zeichnet sich durch Besserwisserei und gelehrtes Geschwätz aus, durchsetzt mit „Küchenlatein“. Er mischt juristische, medizinische, philosophische und astrologische Fachbegriffe auf komische Weise. 
Der Dottore ist Jurist oder Arzt. Er ist gewöhnlich reich, zudem verwitwet oder Junggeselle. Manchmal wird er als sehr kurzsichtig dargestellt. Er trägt eine Halbmaske, einen schwarzen Mantel mit weißer Halskrause und einen großen Hut, die Tracht der Akademiker aus Bologna. Seine Wangen sind oft rot gefärbt, um seine Liebe zum Wein herauszustellen.

## Wirkung in der Theatergeschichte
Die Ärzte in zahlreichen Komödien Molières, wie Der Arzt wider Willen, Die Liebe als Arzt und Der eingebildete Kranke (1673), sind dem Dottore nachgebildet. Auch in der Opera buffa des 18. Jahrhunderts ist er eine stehende Rolle. Dottore-Figuren erscheinen häufig als Arzt oder Jurist verkleidet, darunter etwa Despina in Mozarts Così fan tutte (1790). Auch im Vaudeville oder Stummfilm seit 1900 gibt es Darsteller, die sich der traditionellen Lazzi des Dottore bedienen, so noch etwa Oliver Hardy.